# Episodi di Lastman
La prima stagione della serie televisiva Lastman, composta da 26 episodi, è stata trasmessa in Francia, da France 4, dal 22 novembre al 13 dicembre 2016. In Italia la serie è stata divisa in due stagioni da 13 episodi ciascuna ed è stata resa disponibile interamente su TIMvision.
| n° | Titolo originale                                       | Titolo italiano                                  | Prima TV Francia | Pubblicazione Italia |
| -- | ------------------------------------------------------ | ------------------------------------------------ | ---------------- | -------------------- |
| 1  | T'es un abruti Aldana                                  | Sei uno stronzo Aldana                           | 22 novembre 2016 | dicembre 2017        |
| 2  | Tu dis ça parce que j'ai une grenade                   | Lo dici perché ho una granata                    | 22 novembre 2016 | dicembre 2017        |
| 3  | Tu sais, moi, les moustachus                           | Ma pensa un po', il baffuto!                     | 22 novembre 2016 | dicembre 2017        |
| 4  | Sors de ma mère !                                      | Esci da mia madre                                | 22 novembre 2016 | dicembre 2017        |
| 5  | Des carrés dans des carrés                             | Quadrati dentro altri quadrati                   | 22 novembre 2016 | dicembre 2017        |
| 6  | Des dents, des dents, des dents                        | Denti, tanti denti                               | 22 novembre 2016 | dicembre 2017        |
| 7  | Tu parles comme un homme d'honneur                     | Tu parli come un uomo d'onore                    | 29 novembre 2016 | dicembre 2017        |
| 8  | Nous allons te démembrer                               | Noi ti smembreremo                               | 29 novembre 2016 | dicembre 2017        |
| 9  | Cerveau jaune                                          | Cervello fluorescente                            | 29 novembre 2016 | dicembre 2017        |
| 10 | Nous avions rendez-vous ?                              | Avevamo un appuntamento?                         | 29 novembre 2016 | dicembre 2017        |
| 11 | Attention quand ça clignote                            | Attenzione a quando lampeggia                    | 29 novembre 2016 | dicembre 2017        |
| 12 | Pourquoi ce type me frappe ?                           | Perché questo tizio mi colpisce?                 | 29 novembre 2016 | dicembre 2017        |
| 13 | T'es choupi Aldana                                     | Sei il migliore Aldana                           | 29 novembre 2016 | dicembre 2017        |
| 14 | Vas-y chante un truc pour voir                         | Dai, cantaci qualcosa                            | 6 dicembre 2016  | dicembre 2017        |
| 15 | Je suis le passager                                    | Sono il passeggero                               | 6 dicembre 2016  | dicembre 2017        |
| 16 | Paramètres mon cul                                     | Fattori, un cazzo                                | 6 dicembre 2016  | dicembre 2017        |
| 17 | La famille c'est toujours compliqué                    | La famiglia è sempre complicata                  | 6 dicembre 2016  | dicembre 2017        |
| 18 | Action !                                               | Azione!                                          | 6 dicembre 2016  | dicembre 2017        |
| 19 | Restez avec nous sur Paxnews                           | Restate con noi su Pax News                      | 6 dicembre 2016  | dicembre 2017        |
| 20 | Tu pourrais me passer la moutarde ?                    | Mi passeresti la mostarda?                       | 6 dicembre 2016  | dicembre 2017        |
| 21 | Oh non…                                                | Oh, no!                                          | 13 dicembre 2016 | dicembre 2017        |
| 22 | Il a une sale gueule ton bernard l'hermite             | È un brutto ceffo il tuo Bernardo l'eremita      | 13 dicembre 2016 | dicembre 2017        |
| 23 | Le laisse jamais te toucher                            | Non permettergli di toccarti                     | 13 dicembre 2016 | dicembre 2017        |
| 24 | Encaisser et pas mourir                                | Incassare e non morire                           | 13 dicembre 2016 | dicembre 2017        |
| 25 | Je suis désolé                                         | Mi dispiace                                      | 13 dicembre 2016 | dicembre 2017        |
| 26 | C'est la dernière fois que je vous le demande poliment | È l'ultima volta che ve lo chiedo con gentilezza | 13 dicembre 2016 | dicembre 2017        |